# Wasilis Kikilias
Wasilis Kikilias, grec. Βασίλης Κικίλιας (ur. 15 maja 1974 w Atenach) – grecki polityk, lekarz, koszykarz i samorządowiec, parlamentarzysta, w latach 2019–2021 minister zdrowia, w latach 2021–2023 minister turystyki, w latach 2023–2025 minister do spraw kryzysu klimatycznego i obrony cywilnej, od 2025 minister do spraw wysp i żeglugi.

## Życiorys
W latach 1990–2004 był profesjonalnym koszykarzem (mierzącym 200 cm), występował m.in. w AEK BC, a także w reprezentacji narodowej. Występował w finałach mistrzostw Europy kadetów, juniorów i zawodników do 22 lat.
W 2002 ukończył studia medyczne na Uniwersytecie Narodowym im. Kapodistriasa w Atenach. W 2008 uzyskał magisterium z zarządzania w służbie zdrowia, a w 2011 doktorat z medycyny na macierzystej uczelni. Jako lekarz specjalizował się w chirurgii ortopedycznej. Zaangażował się w działalność polityczną w ramach Nowej Demokracji, w 2007 dołączył do komitetu politycznego partii. Od 2007 do 2011 kierował miejską organizacją do spraw młodzieży i sportu. W 2006 został radnym miejskim w Atenach. W 2010 bez powodzenia ubiegał się o urząd gubernatora Attyki. W 2016 powołany na rzecznika prasowego swojego ugrupowania.
W maju 2012 po raz pierwszy uzyskał mandat posła do Parlamentu Hellenów w okręgu wyborczym Ateny A. Z powodzeniem ubiegał się o reelekcję w wyborach w czerwcu 2012, styczniu 2015, wrześniu 2015, 2019, maju 2023 i czerwcu 2023.
W lipcu 2019 nowy premier Kiriakos Mitsotakis powierzył mu funkcję ministra zdrowia. W sierpniu 2021 przeszedł na stanowisko ministra turystyki, które zajmował do maja 2023. W czerwcu 2023 w nowo powołanym drugim rządzie Kiriakosa Mitsotakisa objął urząd ministra do spraw kryzysu klimatycznego i obrony cywilnej. W marcu 2025 powołano go natomiast na funkcję ministra do spraw wysp i żeglugi.